# Invalides (Métro Paris)

Streckenführungen vor und ab Juli 1937, die neuen Streckenabschnitte sind gestrichelt eingezeichnet

Invalides [ɛ̃valid] ist ein unterirdischer Umsteigebahnhof der Linien 8 und 13 der Pariser Métro. Seit 1979 kann am unterirdisch verknüpften Bahnhof Invalides zur Linie C des S-Bahn-ähnlichen Réseau Express Régional umgestiegen werden.

## Lage
Der U-Bahnhof befindet sich im Quartier des Invalides des 7. Arrondissements von Paris. Er liegt in unter dem Park Esplanade des Invalides in Höhe der diesen durchquerenden Straßen Rue Saint-Dominique und Rue de l’Université.

## Name
Namengebend ist das nahe Hôtel des Invalides, ein zwischen 1671 und 1676 errichtetes Heim für kriegsversehrte Soldaten, das heute mehrere Museen beherbergt.

## Geschichte und Beschreibung
Am 13. Juli 1913 wurde der erste Abschnitt der Linie 8 zwischen den Stationen Beaugrenelle (seit 1947: Charles Michels) und Opéra eröffnet, jedoch erst am folgenden 24. Dezember der an ihm liegende U-Bahnhof Invalides. Die Station der ehemaligen Linie 10 (heute: Linie 13) wurde am 30. Dezember 1923 in Betrieb genommen. Am 27. Juli 1937 wurde die Linienführung einiger Metrolinien im Süden von Paris geändert, sodass ab diesem Zeitpunkt die Linie 14 an der Station der Linie 10 hielt. Jene wurde am 9. November 1976 mit der Linie 13 verbunden und erhielt deren Linienbezeichnung. Die Liniennummer 14 wurde 1998 an eine Neubaustrecke vergeben.

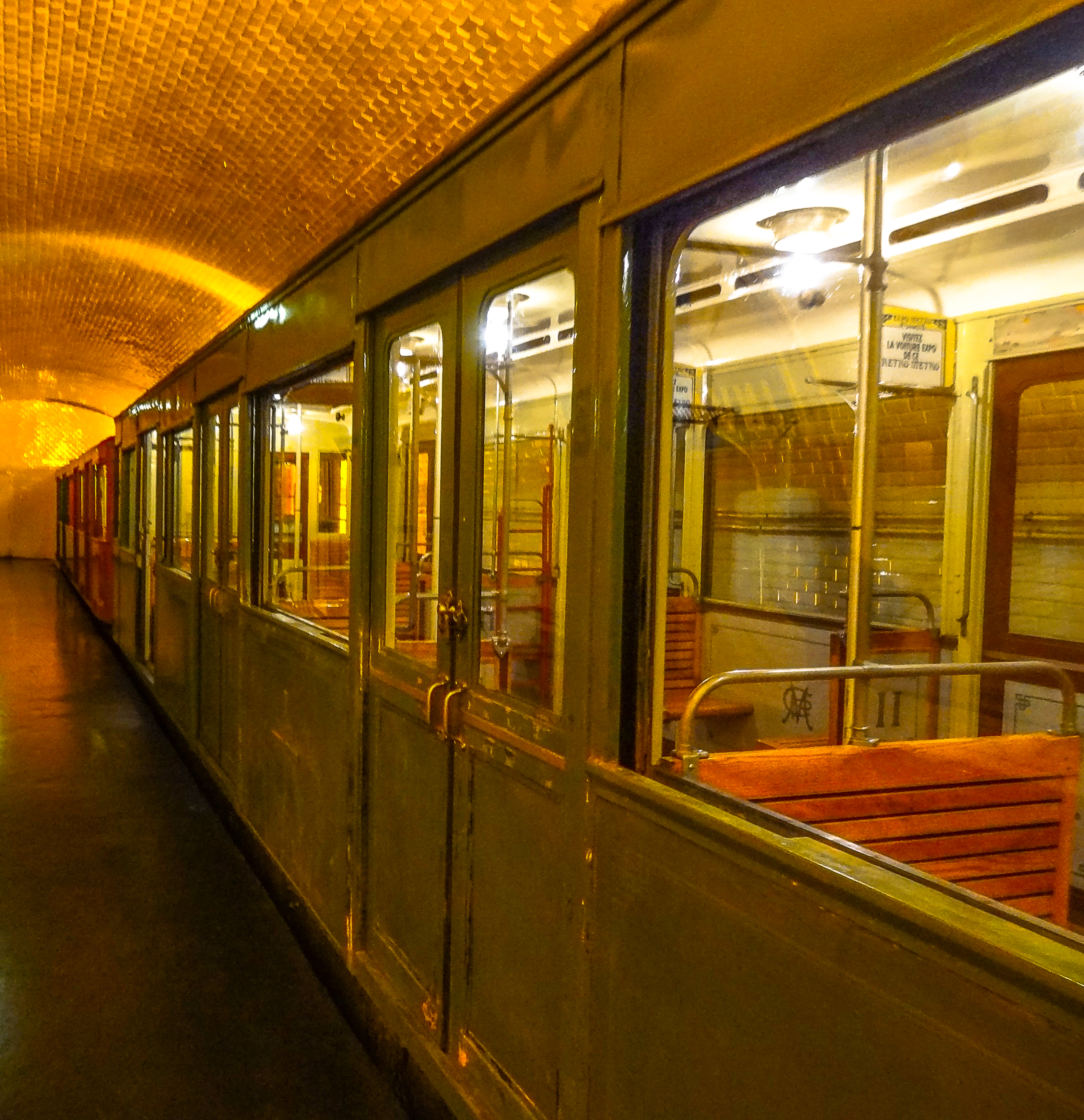
Ungenutzte östliche Station, am verkürzten Bahnsteig zwei Sprague-Thomson-Wagen, 2012

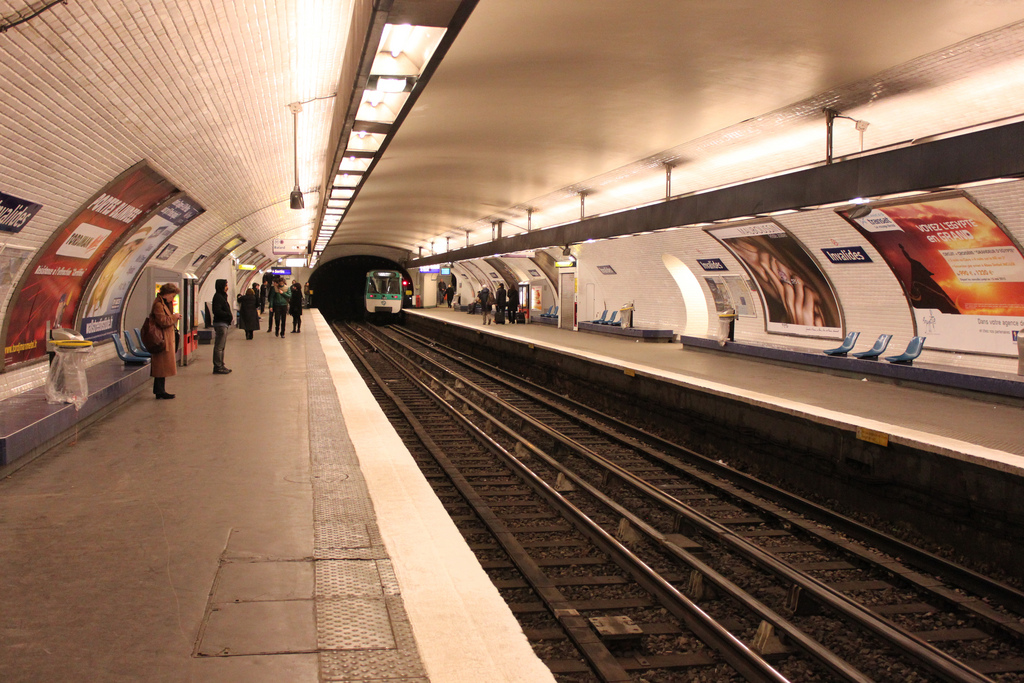
Station der Linie 8 mit ausfahrendem Zug der Baureihe MF 77

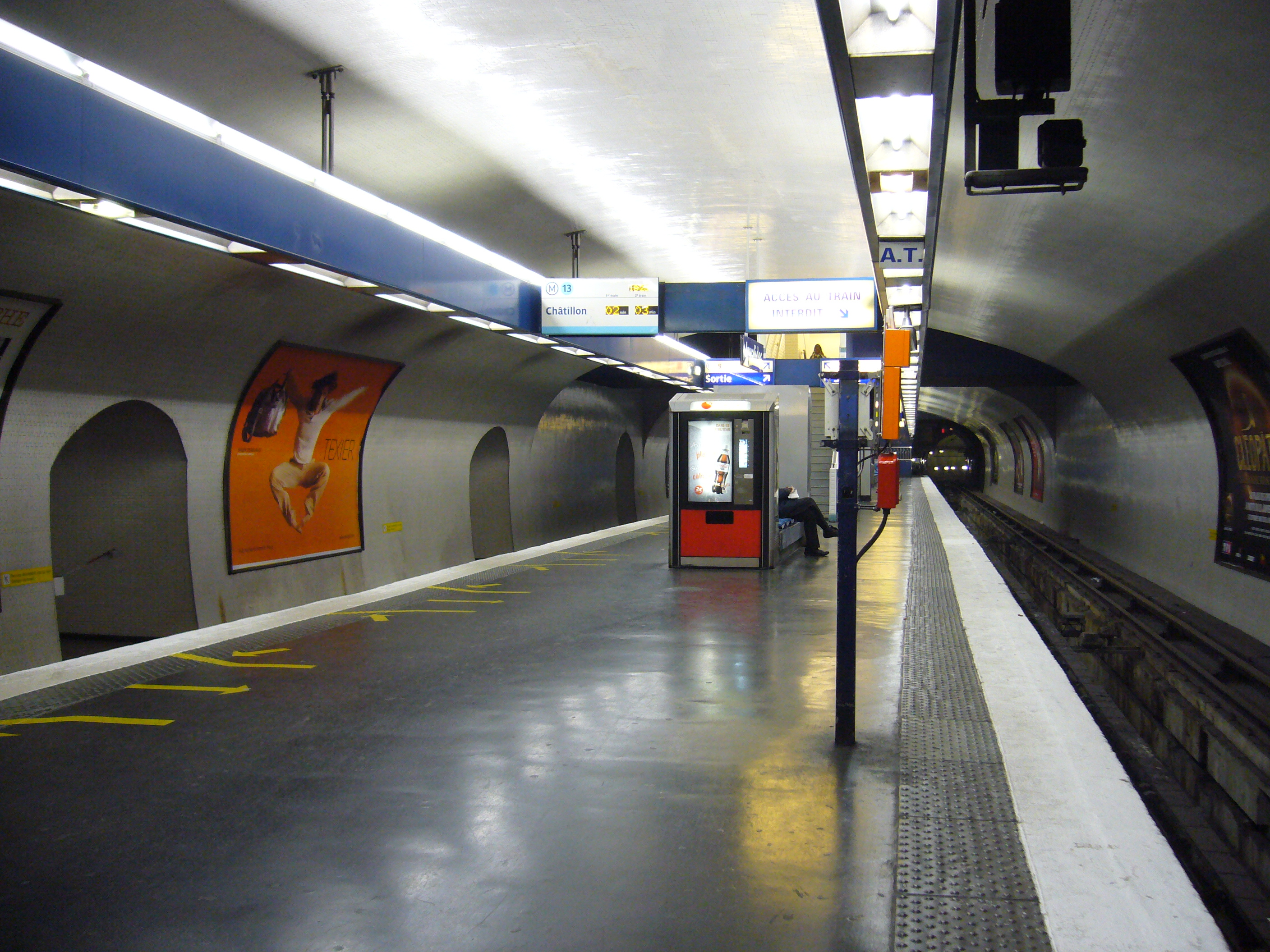
Mittelbahnsteig der Linie 13, rechts das Gleis zur Wendeschleife, hinter der durchbrochenen Mauer liegt die Station für die nordwärts verkehrenden Züge

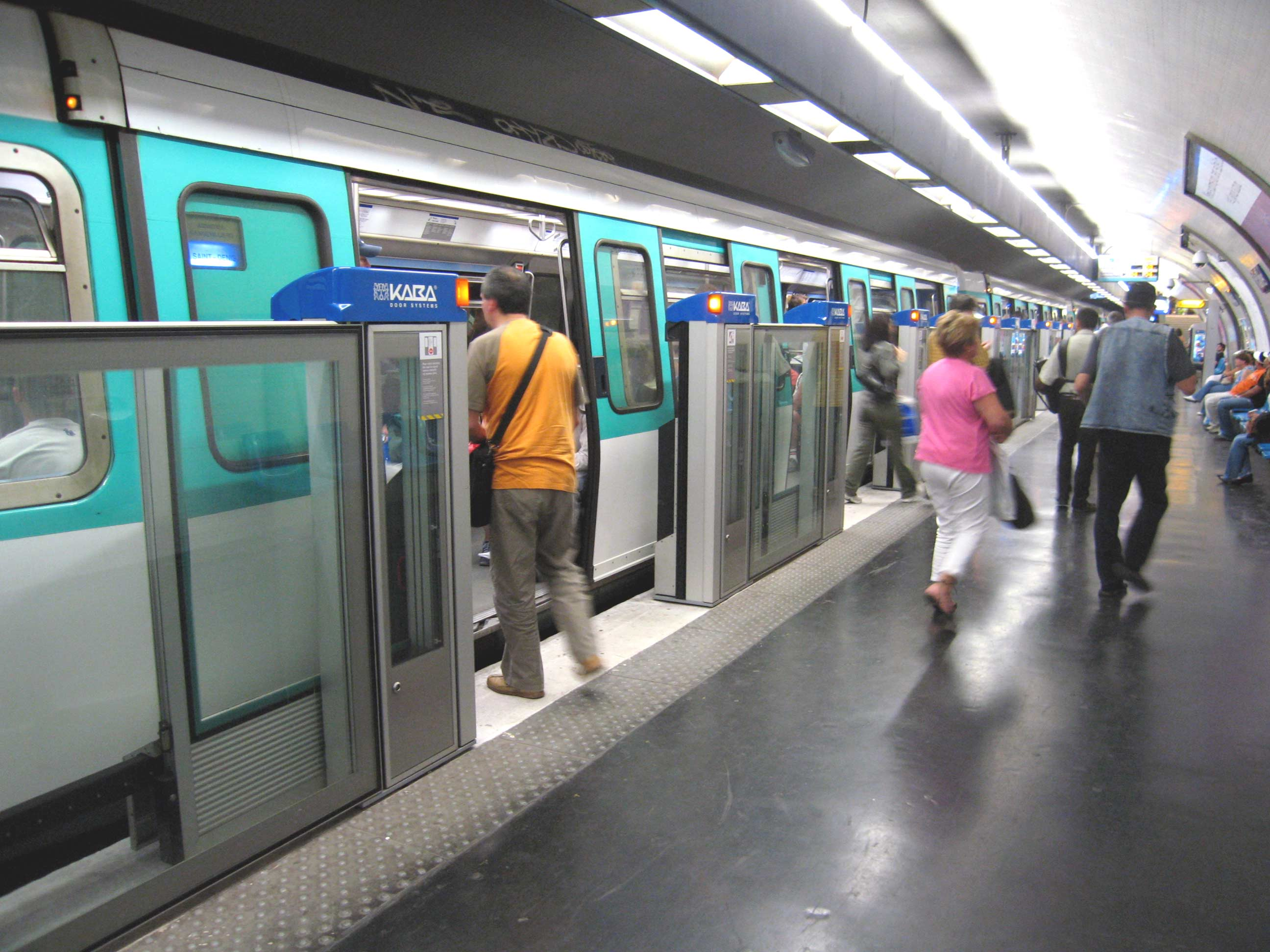
Seitenbahnsteig der Linie 13 mit Bahnsteigtür-Prototypen, 2006

Die Station der Linie 8 liegt unmittelbar westlich der Rue de Constantine zwischen der Rue de l’Universitè und der Rue Saint-Dominique. Sie ist 75 m lang und weist unter einem elliptischen Deckengewölbe zwei Streckengleise an zwei Seitenbahnsteigen auf. Die weiß gefliesten Wände folgen der Krümmung der Ellipse. Östlich davon liegt, in einer separaten Halle, ein Abstellgleis an einem mittlerweile verkürzten, nie in Betrieb genommenen Bahnsteig der stillgelegten Verbindung mit der Linie 13 aus Richtung Varenne. Dieses Gleis war, wie ein entsprechendes Gleis mit Bahnsteig auf der Westseite, zunächst für den Abzweig einer nicht verwirklichten Ringlinie angelegt worden. Südlich der Station befindet sich eine einfache Gleisverbindung, danach werden die Streckengleise der Linie 13 und ein Betriebsgleis unterfahren.
Die 1923 eröffnete Linie 10 erhielt südwestlich davon einen eigenen (End)Bahnhof mit zwei Gleisen an einem Mittelbahnsteig für die ankommenden Züge. Auch diese Station liegt unter einer gewölbten Decke und war zunächst 75 m lang. Die Züge durchfuhren anschließend die unter der Esplanade des Invalides gelegene große, weitgehend zweigleisige Endschleife und erreichten von dort aus die Station Varenne, die dafür ein drittes Gleis aufwies und Anfangsbahnhof der Linie 10 war. Diese Betriebsart wurde beibehalten, als ab 1937 statt der Linie 10 die Linie 14 zwischen Invalides und Duroc verkehrte.
Am 9. November 1976 wurde die Linie 14 mit der Linie 13 verbunden, die Liniennummer 14 verschwand. Der westliche Bahnsteig des 1922 aufgegebenen Ringlinienprojekts, in einer eigenen Halle zwischen den beiden Stationen gelegen, wurde auf 115 m verlängert und in den neuen Durchgangsbahnhof integriert. Dort halten seitdem die nordwärts fahrenden Züge, die von Norden kommenden nutzen das östliche Gleis des auf die gleiche Länge gebrachten Mittelbahnsteigs. Dessen westliches Gleis kann nun aus beiden Richtungen befahren werden, es dient nur noch dem Verkehr zur Wendeschleife. Jene wird zum Abstellen von Zügen genutzt und weist ein Verbindungsgleis zur Station La Tour-Maubourg an der Linie 8 auf.
2012 wurden die Bahnsteige der Linie 13 mit Bahnsteigtüren versehen, nachdem bereits einige Jahre zuvor testweise Prototypen solcher Türen installiert worden waren.
Der Zugang an der Rue de l’Université hat eine aufwärtsführende Rolltreppe, er ist durch einen Mast markiert, der ein gelbes „M“ in einem Doppelkreis trägt.

## Fahrzeuge
Auf der Linie 8 verkehren konventionelle Züge der Baureihe MF 77. Zwischen 1975 und 1980 liefen Züge der Baureihe MF 67, davor solche der Bauart Sprague-Thomson.
Die Linie 13 wird seit 1978 von Fahrzeugen der Baureihe MF 77 befahren. Vorher waren dort MF 67 unterwegs, die ihrerseits 1976 die Sprague-Thomson-Züge ablösten.

## Umgebung
- Hôtel des Invalides mit dem Invalidendom